# Dioscorea amazonum
Dioscorea amazonum är en enhjärtbladig växtart som beskrevs av Carl Friedrich Philipp von Martius och August Heinrich Rudolf Grisebach. Dioscorea amazonum ingår i släktet Dioscorea och familjen Dioscoreaceae.

## Underarter
Arten delas in i följande underarter:
- D. a. amazonum
- D. a. klugii